# پادشاهی ماینسائینگ
پادشاهی ماینسائینگ (برمه‌ای: မြင်စိုင်းခေတ်) پادشاهی بود که از سال ۱۲۹۷ تا ۱۳۱۳ برمه مرکزی (میانمار) حکومت کرد. این پادشاهی توسط سه برادر از ماینسائینگ تأسیس شد، و یکی از بسیاری از پادشاهی‌های کوچکی بود که پس از فروپاشی پادشاهی پاگان در سال ۱۲۸۷ م پدید آمد.